# Elena Fava
Elena Fava (Catania, 1950 – Catania, 21 dicembre 2015) è stata un'ematologa e educatrice italiana.
(Elena Fava)

## Biografia
Presidente della Fondazione Giuseppe Fava (2002-2015) ed educatrice antimafia, era figlia di Giuseppe Fava, nonché sorella di Claudio Fava.
Dal 1983 collaborò con suo padre ed un numero di giovani scelti da lui nella redazione della rivista catanese I Siciliani, allora la voce dominante nella lotta contro la mafia in Sicilia (Cosa nostra). Dopo l'assassinio subdolo di Giuseppe Fava il 5 gennaio 1984 per mano dei killer di Santapaola, Elena Fava impavida si occupò dell'archivio della memoria di suo padre. Conservò foto, manoscritti e disegni in un garage per metterli infine alla disposizione pubblica attraverso la creazione della fondazione Giuseppe Fava nel 2002, di cui divenne subito presidente. In nome della fondazione, Elena Fava organizzò numerosi convegni ed incontri con studenti in tutta Italia. Il 12 gennaio 2016 le fu dedicata la Giornata di studi su mafia e stragi dal titolo "Le verità nascoste: Moro, Mattarella, La Torre", organizzata dal dipartimento di Scienze umanistiche dell'Università degli Studi di Catania in collaborazione con le associazioni Libera, Memoria e Futuro e Fuori dal Coro.